# Norbert Hosnyánszky

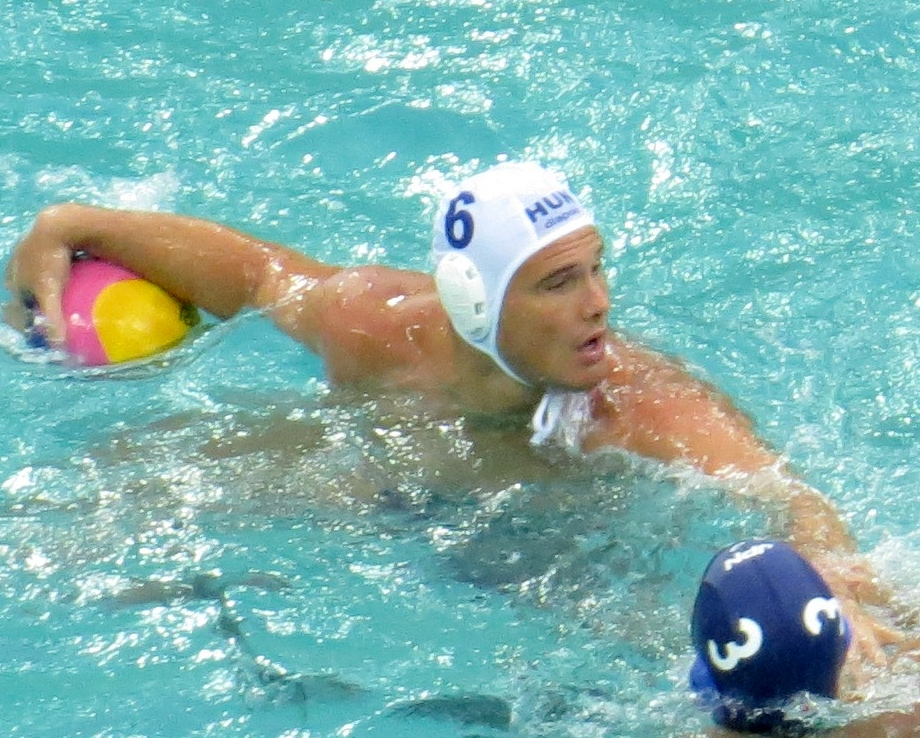
Norbert Hosnyánszky

Norbert Hosnyánszky (* 4. März 1984 in Budapest) ist ein ungarischer Wasserballer. Er war Olympiasieger 2008 und Olympiadritter 2021. 
Der 1,96 m große Halbspieler war 2006 Mitglied der ungarischen Mannschaft, die im Finale der Europameisterschaft der Mannschaft aus Serbien unterlag. Zwei Jahre später gewann er mit dem ungarischen Team Bronze bei der Europameisterschaft 2008. Hosnyánszky gehörte auch zum ungarischen Aufgebot bei den Olympischen Spielen. Dort gewannen die Ungarn das Finale gegen die Mannschaft aus den Vereinigten Staaten und wurden Olympiasieger.
Norbert Hosnyánszky spielte in der italienischen Liga für AC Florenz, wechselte aber im Sommer 2008 zurück zu Vasas Budapest.